# East West Bank Classic 2000
L'East West Bank Classic 2000 è stato un torneo di tennis giocato sul cemento. È stata la 27ª edizione del torneo, che fa parte della categoria Tier II nell'ambito del WTA Tour 2000. Si è giocato a Manhattan Beach vicino a Los Angeles negli Stati Uniti, dal 7 al 13 agosto 2000.

## Campionesse

### Singolare
Serena Williams ha battuto in finale  Lindsay Davenport con il punteggio di 4–6, 6–4, 7–6(1)

### Doppio
Els Callens /  Dominique Monami Van Roost hanno battuto in finale  Kimberly Po /  Anne-Gaëlle Sidot con il punteggio di 6–2, 7–5